# Sargus citrinellus
Sargus citrinellus är en tvåvingeart som först beskrevs av Lindner 1949.  Sargus citrinellus ingår i släktet Sargus och familjen vapenflugor. Inga underarter finns listade i Catalogue of Life.